# Triaspis convexa
Triaspis convexa är en stekelart som beskrevs av Sergey A. Belokobylskij 1998. Triaspis convexa ingår i släktet Triaspis och familjen bracksteklar. Inga underarter finns listade i Catalogue of Life.